# Estádio Olímpico Monumental
Estádio Olímpico Monumental, znany również jako Estádio Olímpico – wielofunkcyjny stadion w Porto Alegre, Rio Grande do Sul, Brazylia, na którym swoje mecze do 2012 roku (do czasu przenosin na nowy obiekt Arena do Grêmio) rozgrywał klub Grêmio Foot-Ball Porto Alegrense.

## Historia
Inauguracyjny mecz został rozegrany 23 października 1954 roku, a pojemność stadionu wynosiła wtedy 38,000. W roku 1980 po przebudowie pojemność wzrosła do 85,000, a w roku 1990 po ponumerowaniu trybuny górnej zmniejszyła się do 51,081.
Zdobywcą pierwszego gola na Estádio Olímpico Monumental był w meczu otwarcia Vitor.
23 października 1968 na cześć Pelé w dniu jego urodzin, kibice przy wyłączonych światłach, odśpiewali Parabéns a Você (sto lat).
23 lipca 1983 roku Gremio zdobył Copa Libertadores, pokonując urugwajski Peñarol.
8 grudnia 2012 roku zainaugurowano nowy stadion Grêmio, Arena do Grêmio.